# Diastatomma
Diastatomma – rodzaj ważek z rodziny gadziogłówkowatych (Gomphidae).

## Podział systematyczny
Do rodzaju należą następujące gatunki:
- Diastatomma bicolor Selys, 1869
- Diastatomma gamblesi Legrand, 1992
- Diastatomma multilineatum Fraser, 1949
- Diastatomma selysi Schouteden, 1934
- Diastatomma soror Schouteden, 1934
- Diastatomma tricolor (Palisot de Beauvois, 1807)